# Kristien Hemmerechts
Kristien Hemmerechts (née le 27 août 1955 à Bruxelles) est une écrivaine belge flamande. Elle est également professeur de littérature anglophone à la KUB (Katholieke Universiteit Brussel - Université catholique de Bruxelles).

## Biographie
Kristien Hemmerechts étudie la philologie germanique à la Faculté Universitaire de Saint-Aloysius ainsi qu'à la KUL (Katholieke Universiteit Leuven - Université Catholique de Louvain). Elle présente en 1986 sa thèse : A Plausible Story and a Plausible Way of Telling It: A structuralist analysis of Jean Rhys's novels.
C'est également en 1986 que sa carrière d'auteure de fiction débute, avec trois récits en anglais réunis dans un même ouvrage : First fictions, Introduction 9. Sa première nouvelle, Een zuil van zout est publiée en 1987. En 1998 paraît Taal zonder mij, un essai autobiographique dans lequel elle évoque son défunt mari, le célèbre poète flamand Herman de Coninck.
Kristien Hemmerechts écrit des romans, récits, récits de voyage et des essais. Elle a également à son actif quelques scénarios pour courts métrages...